# Tetrastichus spirabilis
Tetrastichus spirabilis är en stekelart som beskrevs av James Waterston 1922. Tetrastichus spirabilis ingår i släktet Tetrastichus och familjen finglanssteklar.
Artens utbredningsområde är:
- Belize.
- Honduras.
- Dominica.
- Grenada.

Inga underarter finns listade i Catalogue of Life.